# Parque Estadual da Pedra Azul
O município de Domingos Martins, no estado do Espírito Santo, região sudeste, abriga a Reserva Florestal de Pedra Azul, que foi criada pelo decreto 312, de 31 de outubro de 1960. A lei 4.503, de 2 de janeiro de 1991, transformou a reserva em Parque Estadual de Pedra Azul, com uma área de 1 240 hectares. O bioma predominante desta unidade de conservação brasileira é de floresta ombrófila densa antimontana. Suas coordenadas geográficas são  S 20º 24'07" W 41º 01'23".
É um parque estadual localizado no estado do Espírito Santo, no município de Domingos Martins. A unidade de conservação abriga algumas das maiores elevações do município: a Pedra das Flores (1 909 m), a Pedra do Tamanco (1 850 m), o Pico Pedra Azul (1 822 m), a Pedra das Bromélias (1 800 m) e a Pedra de Santo Antonio (1 400 m).
O conjunto formado pela Pedra Azul e Pedra das Flores é o mais conhecido por causa de sua importância paisagística. Por passarem a maior parte do tempo encobertas pelas nuvens, há um microclima super-úmido e frio em seu topo, isso faz com que muitas plantas, especialmente flores e orquídeas cresçam em seu topo (dai o nome).
A região com rica biodiversidade e diversas espécies endêmicas, foram catalogados 182 espécies de aves, 51 espécies de bromélias, e 126 espécies de orquídeas, no parque existem muitas cobras, veados, macacos, preguiças algumas onças e muitas aves, com atenção para as Andorinhas de colar branco, que migram para região durante os meses de junho a julho, quando a temperatura na região fica na casa de 0 °C, elas fazem suas tocas e se reproduzem em cavernas, na Pedra Azul, a vegetação original é a mata atlântica, com árvores que chegam a 25 metros,  a muitas bromélias, samambaias e orquídeas.
No parque, ficam localizadas as nascentes do rio Jucu, braço norte e braço sul, que abastece 70% do consumo de água na Grande Vitória, além da existência de  vários lagos, cachoeiras e piscinas naturais.
O parque fica localizado no distrito de Pedra Azul do Aracê, região que apresenta um clima que é considerado como terceiro melhor do mundo.[carece de fontes?]

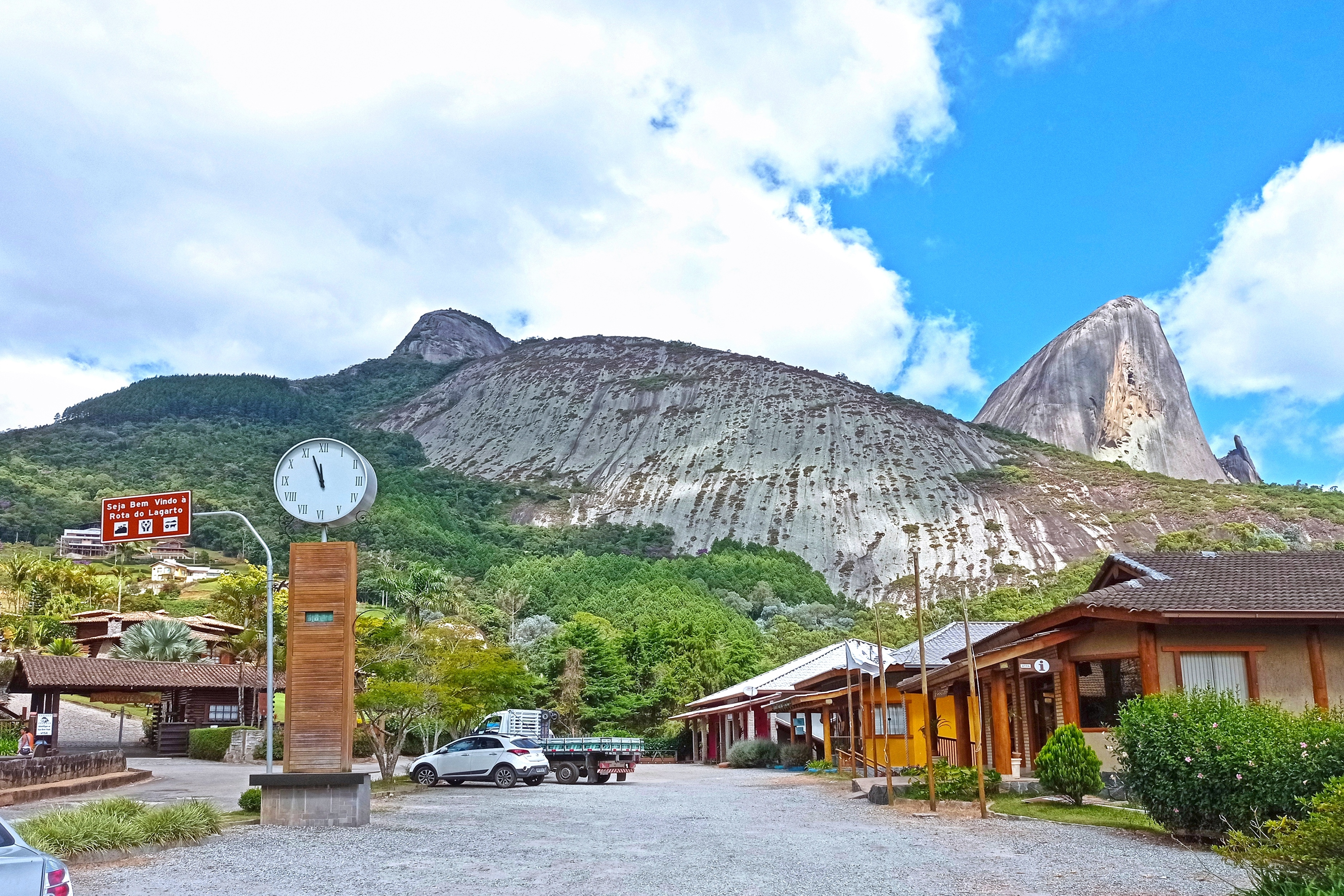
Início da Rota do Lagarto, onde estão localizadas pousadas, restaurantes e infraestrutura a turistas. É possível notar a Pedra das Flores à esquerda e a Pedra Azul à direita.

A Pedra Azul, tem esse nome devido ao fato, de que dependendo da incidência de luz solar, a pedra, pode mudar de cor, ficando por não raras vezes de cor azul ou verde e até mesmo amarela. Entretanto, a maior parte do tempo branca acinzentada. Estima-se de que a Pedra Azul mude de cor 36 vezes por dia.
É no km 89/90 da BR 262 que pode ser visto o maciço da Pedra Azul com seu pico de 1822 m de altitude. Também é conhecida como a Pedra do Lagarto pelo formato de uma saliência em forma de um animal que parece subir pela sua encosta.  Aos fundos,  na mesma formação rochosa de granito e gnaisse avista-se a Pedra das Flores com 1909 m de altura.
A Reserva Florestal de Pedra Azul foi transformada em Parque em 1991 com o objetivo de proteger o ecossistema de Mata Atlântica no entorno da Pedra Azul, ocupando uma área que atinge três municípios: Domingos Martins, Alfredo Chaves e Vargem Alta.
Existem quatro trilhas para percorrer: a das piscinas, do mirante, do lagarto e da base. Você pode visitar também no parque um museu ecológico que se encontra no Centro de Visitantes Júlio de Oliveira Pinho.
O parque é aberto para visitação de terça-feira a domingo. Às segundas-feiras fica fechado para manutenção. Todo passeio ao parque, deverá ser agendado  com  antecedência  de  pelo menos 1 dia, e deverá sempre ser acompanhado por um Guarda Florestal do IEMA; O horário de funcionamento do parque é de 08h00 às 17h00. O horário de saída para os passeios é 09h00 pela manhã e 13h30 à tarde.
Duração dos passeios: Até as piscinas naturais demora de 02h30 a 03h00 ida e volta; Somente as trilhas baixas (Base da Pedra Azul e Lagarto/Mirante – 01h00h a 01h30 ida e volta;
Todo visitante deverá estar trajando roupas leves e confortáveis (é permitido o uso de calças de ginástica, bermudas e calções) e calçados fechados como tênis ou botas (sem salto) com boa aderência ao solo.
Os visitantes poderão banhar-se nas piscinas naturais. Podem levar roupa de banho e, se quiserem, um lanche leve.
Para maior segurança na escalada para as piscinas naturais, o número máximo de pessoas por vez na corda é de duas pessoas e a idade mínima permitida é 10 anos.

## Curiosidades
É possível avistar o Parque Nacional do Caparaó estando na Pedra do Lagarto, que fica a aproximadamente 110 quilômetros de distância.